# Margaret Commodore
Pour les articles homonymes, voir Commodore.
Margaret Muriel Commodore est une ancienne femme politique (yukonnaise) canadienne. Elle est une ancienne députée représentante de la circonscription électorale de Whitehorse North Centre de 1982 à 1992 et Whitehorse Centre de 1992 à 1996 à l'Assemblée législative du Yukon.
Elle est un membre du Nouveau Parti démocratique yukonnais.